# 狐湖
狐湖（Fox Lake）是一個位於加拿大亞伯達省北亞伯達地區麥肯其縣狐湖第162號原住民保留地，距高緯城約152（94英里）的一個非建制地區。人口約為1,773人。

## 資料來源
1. ↑  . Little Red River Cree Nation.   [2010-12-31]. （原始内容存档于2011-07-06）.